# Mistrzowie wielkoszlemowych turniejów juniorskich
Poczet mistrzów turniejów wielkoszlemowych w kategorii juniorów w grze pojedynczej i podwójnej.

## Gra pojedyncza (1922–2023)
| Rok        | Australian Open                             | French Open               | Wimbledon                         | US Open                           |
| ---------- | ------------------------------------------- | ------------------------- | --------------------------------- | --------------------------------- |
| 2023       | Alexander Blockx                            | Dino Prižmić              | Henry Searle                      |                                   |
| 2022       | Bruno Kuzuhara                              | Gabriel Debru             | Mili Poljičak                     | Martín Landaluce                  |
| 2021       | nie rozegrano (pandemia COVID-19)           | Luca Van Assche           | Samir Banerjee                    | Daniel Rincón                     |
| 2020       | Harold Mayot                                | Dominic Stricker          | nie rozegrano (pandemia COVID-19) | nie rozegrano (pandemia COVID-19) |
| 2019       | Lorenzo Musetti                             | Holger Rune               | Shintarō Mochizuki                | Jonáš Forejtek                    |
| 2018       | Sebastian Korda                             | Tseng Chun-hsin           | Tseng Chun-hsin                   | Thiago Seyboth Wild               |
| 2017       | Zsombor Piros                               | Alexei Popyrin            | Alejandro Davidovich Fokina       | Wu Yibing                         |
| 2016       | Oliver Anderson                             | Geoffrey Blancaneaux      | Denis Shapovalov                  | Félix Auger-Aliassime             |
| 2015       | Roman Safiullin                             | Tommy Paul                | Reilly Opelka                     | Taylor Fritz                      |
| 2014       | Alexander Zverev                            | Andriej Rublow            | Noah Rubin                        | Omar Jasika                       |
| 2013       | Nick Kyrgios                                | Cristian Garín            | Gianluigi Quinzi                  | Borna Ćorić                       |
| 2012       | Luke Saville                                | Kimmer Coppejans          | Filip Peliwo                      | Filip Peliwo                      |
| 2011       | Jiří Veselý                                 | Bjorn Fratangelo          | Luke Saville                      | Oliver Golding                    |
| 2010       | Tiago Fernandes                             | Agustín Velotti           | Márton Fucsovics                  | Jack Sock                         |
| 2009       | Yuki Bhambri                                | Daniel Berta              | Andriej Kuzniecow                 | Bernard Tomic                     |
| 2008       | Bernard Tomic                               | Yang Tsung-hua            | Grigor Dimitrow                   | Grigor Dimitrow                   |
| 2007       | Brydan Klein                                | Uładzimir Ihnacik         | Donald Young                      | Ričardas Berankis                 |
| 2006       | Alexandre Sidorenko                         | Martin Kližan             | Thiemo de Bakker                  | Dušan Lojda                       |
| 2005       | Donald Young                                | Marin Čilić               | Jérémy Chardy                     | Ryan Sweeting                     |
| 2004       | Gaël Monfils                                | Gaël Monfils              | Gaël Monfils                      | Andy Murray                       |
| 2003       | Markos Pagdatis                             | Stan Wawrinka             | Florin Mergea                     | Jo-Wilfried Tsonga                |
| 2002       | Clément Morel                               | Richard Gasquet           | Todd Reid                         | Richard Gasquet                   |
| 2001       | Janko Tipsarević                            | Carlos Cuadrado           | Roman Valent                      | Gilles Müller                     |
| 2000       | Andy Roddick                                | Paul-Henri Mathieu        | Nicolas Mahut                     | Andy Roddick                      |
| 1999       | Kristian Pless                              | Guillermo Coria           | Jürgen Melzer                     | Jarkko Nieminen                   |
| 1998       | Julien Jeanpierre                           | Fernando González         | Roger Federer                     | David Nalbandian                  |
| 1997       | Daniel Elsner                               | Daniel Elsner             | Wesley Whitehouse                 | Arnaud Di Pasquale                |
| 1996       | Björn Rehnquist                             | Alberto Martín            | Uładzimir Wałczkou                | Daniel Elsner                     |
| 1995       | Nicolas Kiefer                              | Mariano Zabaleta          | Oliver Mutis                      | Nicolas Kiefer                    |
| 1994       | Ben Ellwood                                 | Jacobo Díaz               | Scott Humphries                   | Sjeng Schalken                    |
| 1993       | James Baily                                 | Roberto Carretero         | Răzvan Sabău                      | Marcelo Ríos                      |
| 1992       | Grant Doyle                                 | Andrei Pavel              | David Škoch                       | Brian Dunn                        |
| 1991       | Thomas Enqvist                              | Andrij Medwediew          | Thomas Enqvist                    | Leander Paes                      |
| 1990       | Dirk Dier                                   | Andrea Gaudenzi           | Leander Paes                      | Andrea Gaudenzi                   |
| 1989       | Nicklas Kulti                               | Fabrice Santoro           | Nicklas Kulti                     | Jonathan Stark                    |
| 1988       | Johan Anderson                              | Nicolás Pereira           | Nicolás Pereira                   | Nicolás Pereira                   |
| 1987       | Jason Stoltenberg                           | Guillermo Pérez Roldán    | Diego Nargiso                     | David Wheaton                     |
| 1986       | nie rozegrano                               | Guillermo Pérez Roldán    | Eduardo Vélez                     | Javier Sánchez                    |
| 1985       | Shane Barr                                  | Jaime Yzaga               | Leonardo Lavalle                  | Tim Trigueiro                     |
| 1984       | Mark Kratzmann                              | Kent Carlsson             | Mark Kratzmann                    | Mark Kratzmann                    |
| 1983       | Stefan Edberg                               | Stefan Edberg             | Stefan Edberg                     | Stefan Edberg                     |
| 1982       | Mark Kratzmann                              | Tarik Benhabiles          | Pat Cash                          | Pat Cash                          |
| 1981       | Jörgen Windahl                              | Mats Wilander             | Matt Anger                        | Thomas Högstedt                   |
| 1980       | Craig Miller                                | Henri Leconte             | Thierry Tulasne                   | Mike Falberg                      |
| 1979       | Greg Whitecross                             | Ramesh Krishnan           | Ramesh Krishnan                   | Scott Davis                       |
| 1978       | Pat Serret                                  | Ivan Lendl                | Ivan Lendl                        | Per Hjertquist                    |
| 1977       | Ray Kelly (styczeń) Brad Drewett (grudzień) | John McEnroe              | Van Winitsky                      | Van Winitsky                      |
| 1976       | Ray Kelly                                   | Heinz Günthardt           | Heinz Günthardt                   | Ricardo Ycaza                     |
| 1975       | Brad Drewett                                | Christophe Roger-Vasselin | Chris Lewis                       | Howard Schoenfield                |
| 1974       | Harry Brittain                              | Christophe Casa           | Billy Martin                      | Billy Martin                      |
| 1973       | Paul McNamee                                | Víctor Pecci              | Billy Martin                      | Billy Martin                      |
| 1972       | Paul Kronk                                  | Buster Mottram            | Björn Borg                        |                                   |
| 1971       | Cliff Letcher                               | Corrado Barazzutti        | Robert Kreiss                     |                                   |
| 1970       | John Alexander                              | Juan Herrera              | Byron Bertram                     |                                   |
| 1969       | Allan McDonald                              | Antonio Muñoz             | Byron Bertram                     |                                   |
| 1968       | Phil Dent                                   | Phil Dent                 | John Alexander                    |                                   |
| 1967       | Brian Fairlie                               | Patrick Proisy            | Manuel Orantes                    |                                   |
| 1966       | Karl Coombes                                | Władimir Korotkow         | Władimir Korotkow                 |                                   |
| 1965       | Georges Goven                               | Gerald Battrick           | Władimir Korotkow                 |                                   |
| 1964       | Tony Roche                                  | Cliff Richey              | Ismail El Shafei                  |                                   |
| 1963       | John Newcombe                               | Nikky Kalogeropoulus      | Nikky Kalogeropoulus              |                                   |
| 1962       | John Newcombe                               | John Newcombe             | Stanley Matthews Jr.              |                                   |
| 1961       | John Newcombe                               | John Newcombe             | Clark Graebner                    |                                   |
| 1960       | Will Coghlan                                | Ingo Buding               | Rodney Mandelstam                 |                                   |
| 1959       | Butch Buchholz                              | Ingo Buding               | Toomas Lejus                      |                                   |
| 1958       | Martin Mulligan                             | Butch Buchholz            | Butch Buchholz                    |                                   |
| 1957       | Rod Laver                                   | Alberto Arilla            | Jim Tattersall                    |                                   |
| 1956       | Bob Mark                                    | Mustapha Belkhodja        | Ronald Holmberg                   |                                   |
| 1955       | Gerry Moss                                  | Andrés Gimeno             | Mike Hann                         |                                   |
| 1954       | Billy Knight                                | Roy Emerson               | Ramanathan Krishnan               |                                   |
| 1953       | Bill Gilmour Sr.                            | Jean-Noël Grinda          | Billy Knight                      |                                   |
| 1952       | Ken Rosewall                                | Ken Rosewall              | Bobby Wilson                      |                                   |
| 1951       | Lew Hoad                                    | Hamilton Richardson       | Johann Kupferburger               |                                   |
| 1950       | Ken Rosewall                                | Roland Dubuisson          | John Horn                         |                                   |
| 1949       | Clive Wilderspin                            | Jean-Claude Molinari      | Staffan Stockenberg               |                                   |
| 1948       | Ken McGregor                                | Kurt Nielsen              | Staffan Stockenberg               |                                   |
| 1947       | Don Candy                                   | Jacky Brichant            | Kurt Nielsen                      |                                   |
| 1946       | Frank Sedgman                               |                           |                                   |                                   |
| 1945- 1941 | nie rozegrano (II wojna światowa)           |                           |                                   |                                   |
| 1940       | Dinny Pails                                 |                           |                                   |                                   |
| 1939       | Bill Sidwell                                |                           |                                   |                                   |
| 1938       | Max Newcombe                                |                           |                                   |                                   |
| 1937       | John Bromwich                               |                           |                                   |                                   |
| 1936       | John Bromwich                               |                           |                                   |                                   |
| 1935       | John Bromwich                               |                           |                                   |                                   |
| 1934       | Neil Ennis                                  |                           |                                   |                                   |
| 1933       | Adrian Quist                                |                           |                                   |                                   |
| 1932       | Vivian McGrath                              |                           |                                   |                                   |
| 1931       | Bruce Moore                                 |                           |                                   |                                   |
| 1930       | Don Turnbull                                |                           |                                   |                                   |
| 1929       | Jack Crawford                               |                           |                                   |                                   |
| 1928       | Jack Crawford                               |                           |                                   |                                   |
| 1927       | Jack Crawford                               |                           |                                   |                                   |
| 1926       | Jack Crawford                               |                           |                                   |                                   |
| 1925       | Alan Coldham                                |                           |                                   |                                   |
| 1924       | Alan Coldham                                |                           |                                   |                                   |
| 1923       | L. Cryle                                    |                           |                                   |                                   |
| 1922       | A.E. Yelden                                 | początek w 1947           | początek w 1947                   | początek w 1973                   |

## Gra podwójna (1922–2023)
| Rok        | Australian Open                                                        | French Open                                         | Wimbledon                                 | US Open                                   |
| ---------- | ---------------------------------------------------------------------- | --------------------------------------------------- | ----------------------------------------- | ----------------------------------------- |
| 2023       | Learner Tien Cooper Williams                                           | Jarosław Demin Rodrigo Pacheco Méndez               | Jakub Filip Gabriele Vulpitta             |                                           |
| 2022       | Bruno Kuzuhara Coleman Wong                                            | Edas Butvilas Mili Poljičak                         | Sebastian Gorzny Alex Michelsen           | Ozan Baris Nishesh Basavareddy            |
| 2021       | nie rozegrano (pandemia COVID-19)                                      | Arthur Fils Giovanni Mpetshi Perricard              | Edas Butvilas Alejandro Manzanera Pertusa | Max Westphal Coleman Wong                 |
| 2020       | Nicholas David Ionel Leandro Riedi                                     | Flavio Cobolli Dominic Stricker                     | nie rozegrano (pandemia COVID-19)         | nie rozegrano (pandemia COVID-19)         |
| 2019       | Jonáš Forejtek Dalibor Svrčina                                         | Matheus Pucinelle de Almeida Thiago Agustín Tirante | Jonáš Forejtek Jiří Lehečka               | Eliot Spizzirri Tyler Zink                |
| 2018       | Hugo Gaston Clément Tabur                                              | Ondřej Štyler Naoki Tajima                          | Yankı Erel Otto Virtanen                  | Adrian Andreew Anton Matusevich           |
| 2017       | Hsu Yu-hsiou Zhao Lingxi                                               | Nicola Kuhn Zsombor Piros                           | Axel Geller Hsu Yu-hsiou                  | Hsu Yu-hsiou Wu Yibing                    |
| 2016       | Alex de Minaur Blake Ellis                                             | Jiszaj Oljel Patrik Rikl                            | Kenneth Raisma Stefanos Tsitsipas         | Juan Carlos Aguilar Felipe Meligeni Alves |
| 2015       | Jake Delaney Marc Polmans                                              | Álvaro López San Martín Jaume Munar                 | Lý Hoàng Nam Sumit Nagal                  | Félix Auger-Aliassime Denis Shapovalov    |
| 2014       | Lucas Miedler Bradley Mousley                                          | Benjamin Bonzi Quentin Halys                        | Orlando Luz Marcelo Zormann               | Omar Jasika Naoki Nakagawa                |
| 2013       | Jay Andrijic Bradley Mousley                                           | Kyle Edmund Frederico Ferreira Silva                | Thanasi Kokkinakis Nick Kyrgios           | Kamil Majchrzak Martin Redlicki           |
| 2012       | Liam Broady Joshua Ward-Hibbert                                        | Andrew Harris Nick Kyrgios                          | Andrew Harris Nick Kyrgios                | Kyle Edmund Frederico Ferreira Silva      |
| 2011       | Filip Horanský Jiří Veselý                                             | Andrés Artuñedo Roberto Carballés Baena             | George Morgan Mate Pavić                  | Robin Kern Julian Lenz                    |
| 2010       | Justin Eleveld Jannick Lupescu                                         | Duilio Beretta Roberto Quiroz                       | Liam Broady Tom Farquharson               | Duilio Beretta Roberto Quiroz             |
| 2009       | Francis Alcantara Hsieh Cheng-peng                                     | Marin Draganja Dino Marcan                          | Pierre-Hugues Herbert Kevin Krawietz      | Márton Fucsovics Hsieh Cheng-peng         |
| 2008       | Hsieh Cheng-peng Yang Tsung-hua                                        | Henri Kontinen Christopher Rungkat                  | Hsieh Cheng-peng Yang Tsung-hua           | Nikolaus Moser Cedrik-Marcel Stebe        |
| 2007       | Graeme Dyce Harri Heliövaara                                           | Thomas Fabbiano Andriej Karatczenia                 | Daniel Alejandro López Matteo Trevisan    | Jonathan Eysseric Jérôme Inzerillo        |
| 2006       | Błażej Koniusz Grzegorz Panfil                                         | Emiliano Massa Kei Nishikori                        | Kellen Damico Nathaniel Schnugg           | Jamie Hunt Nathaniel Schnugg              |
| 2005       | Sun Yong-Kim Yi Chu-huan                                               | Emiliano Massa Leonardo Mayer                       | Jesse Levine Michael Shabaz               | Alex Clayton Donald Young                 |
| 2004       | Brendan Evans Scott Oudsema                                            | Pablo Andújar Marcel Granollers                     | Brendan Evans Scott Oudsema               | Brendan Evans Scott Oudsema               |
| 2003       | Scott Oudsema Phillip Simmonds                                         | György Balázs Dudi Sela                             | Florin Mergea Horia Tecău                 | nie rozegrano (opady deszczu)             |
| 2002       | Ryan Henry Todd Reid                                                   | Markus Bayer Philipp Petzschner                     | Florin Mergea Horia Tecău                 | Michel Koning Bas van der Valk            |
| 2001       | Ytai Abougzir Luciano Vitullo                                          | Alejandro Falla Carlos Salamanca                    | Frank Dancevic Giovanni Lapentti          | Tomáš Berdych Stéphane Bohli              |
| 2000       | Nicolas Mahut Tommy Robredo                                            | Marc López Tommy Robredo                            | Dominique Coene Kristof Vliegen           | Lee Childs James Nelson                   |
| 1999       | Jürgen Melzer Kristian Pless                                           | Irakli Labadze Lovro Zovko                          | Guillermo Coria David Nalbandian          | Julien Benneteau Nicolas Mahut            |
| 1998       | Julien Jeanpierre Jérôme Haehnel                                       | José de Armas Fernando González                     | Roger Federer Olivier Rochus              | K.J. Hippensteel David Martin             |
| 1997       | David Sherwood James Trotman                                           | José de Armas Luis Horna                            | Luis Horna Nicolás Massú                  | Nicolás Massú Fernando González           |
| 1996       | Daniele Bracciali Jocelyn Robichaud                                    | Sébastien Grosjean Olivier Mutis                    | Daniele Bracciali Jocelyn Robichaud       | Bob Bryan Mike Bryan                      |
| 1995       | Luke Bourgeois Jong-Min Lee                                            | Raemon Sluiter Peter Wessels                        | Martin Lee James Trotman                  | Jong-Min Lee Jocelyn Robichaud            |
| 1994       | Ben Ellwood Mark Philippoussis                                         | Gustavo Kuerten Nicolás Lapentti                    | Ben Ellwood Mark Philippoussis            | Ben Ellwood Nicolás Lapentti              |
| 1993       | Lars Rehmann Christian Tambue                                          | Steven Downs James Greenhalgh                       | Steven Downs James Greenhalgh             | Neville Godwin Gareth Williams            |
| 1992       | Grant Doyle Brad Sceney                                                | Enrique Abaroa Grant Doyle                          | Steven Baldas Scott Draper                | Jimmy Jackson Eric Taino                  |
| 1991       | Grant Doyle Joshua Eagle                                               | Thomas Enqvist Magnus Martinelle                    | Karim al-Alami Greg Rusedski              | Karim al-Alami John-Laffnie de Jager      |
| 1990       | Roger Pettersson Mårten Renström                                       | Sébastien Leblanc Sébastien Lareau                  | Sébastien Leblanc Sébastien Lareau        | Sébastien Leblanc Greg Rusedski           |
| 1989       | Johan Anderson Todd Woodbridge                                         | Johan Anderson Todd Woodbridge                      | Jared Palmer Jonathan Stark               | Wayne Ferreira Grant Stafford             |
| 1988       | Jason Stoltenberg Todd Woodbridge                                      | Jason Stoltenberg Todd Woodbridge                   | Jason Stoltenberg Todd Woodbridge         | Jonathan Stark Jonathan Yancey            |
| 1987       | Jason Stoltenberg Todd Woodbridge                                      | Jim Courier Jonathan Stark                          | Jason Stoltenberg Todd Woodbridge         | Goran Ivanišević Diego Nargiso            |
| 1986       | nie rozegrano                                                          | Franco Davín Guillermo Pérez Roldán                 | Tomás Carbonell Petr Korda                | Tomás Carbonell Javier Sánchez            |
| 1985       | Brett Custer David Macpherson                                          | Petr Korda Cyril Suk                                | Agustín Moreno Jaime Yzaga                | Joey Blake Darren Yates                   |
| 1984       | Mike Baroch Mark Kratzmann                                             | Patrick McEnroe Luke Jensen                         | Ricky Brown Robbie Weiss                  | Leonardo Lavalle Mihnea-Ion Năstase       |
| 1983       | Jamie Harty Des Tyson                                                  | Mark Kratzmann Simon Youl                           | Mark Kratzmann Simon Youl                 | Mark Kratzmann Simon Youl                 |
| 1982       | Brendan Burke Mark Hartnett                                            | Pat Cash John Frawley                               | Pat Cash John Frawley                     | Jonathan Canter Michael Kures             |
| 1981       | David Lewis Tony Withers                                               | Barry Moir Michael Robertson                        |                                           |                                           |
| 1980       | Craig Miller Wally Masur                                               |                                                     |                                           |                                           |
| 1979       | Michael Fancutt Greg Whitecross                                        |                                                     |                                           |                                           |
| 1978       | Michael Fancutt Bill Gilmour Jr.                                       |                                                     |                                           |                                           |
| 1977       | Phil Davies Peter Smylie (styczeń) Ray Kelly Geoffrey Thams (grudzień) |                                                     |                                           |                                           |
| 1976       | Charlie Fancutt Peter McCarthy                                         |                                                     |                                           |                                           |
| 1975       | Glenn Busby Warren Maher                                               |                                                     |                                           |                                           |
| 1974       | David Carter Trevor Little                                             |                                                     |                                           |                                           |
| 1973       | Terry Saunders Graham Thoroughgood                                     |                                                     |                                           |                                           |
| 1972       | Bill Durham Steve Myers                                                |                                                     |                                           |                                           |
| 1971       | John Marks Michael Phillips                                            |                                                     |                                           |                                           |
| 1970       | Allan McDonald Greg Perkins                                            |                                                     |                                           |                                           |
| 1969       | Neil Higgins John James                                                |                                                     |                                           |                                           |
| 1968       | Phil Dent Bill Lloyd                                                   |                                                     |                                           |                                           |
| 1967       | John Bartlett Sven Ginman                                              |                                                     |                                           |                                           |
| 1966       | Robert Layton Pat McCumstie                                            |                                                     |                                           |                                           |
| 1965       | Terry Musgrave John Walker                                             |                                                     |                                           |                                           |
| 1964       | Stanley Matthews Graham Stilwell                                       |                                                     |                                           |                                           |
| 1963       | Robert Brien John Cotterill                                            |                                                     |                                           |                                           |
| 1962       | William Bowrey Geoffrey Knox                                           |                                                     |                                           |                                           |
| 1961       | Rod Brent John Newcombe                                                |                                                     |                                           |                                           |
| 1960       | Greg Hughes Jim Shepherd                                               |                                                     |                                           |                                           |
| 1959       | José Luis Arilla Butch Buchholz                                        |                                                     |                                           |                                           |
| 1958       | Bob Hewitt Martin Mulligan                                             |                                                     |                                           |                                           |
| 1957       | Frank Gorman Rod Laver                                                 |                                                     |                                           |                                           |
| 1956       | Paul Hearnden Bob Mark                                                 |                                                     |                                           |                                           |
| 1955       | Michael Green Gerry Moss                                               |                                                     |                                           |                                           |
| 1954       | Malcolm Anderson Roy Emerson                                           |                                                     |                                           |                                           |
| 1953       | Bill Gilmour Sr. Warren Woodcock                                       |                                                     |                                           |                                           |
| 1952       | Lew Hoad Ken Rosewall                                                  |                                                     |                                           |                                           |
| 1951       | Lew Hoad Ken Rosewall                                                  |                                                     |                                           |                                           |
| 1950       | Lew Hoad Ken Rosewall                                                  |                                                     |                                           |                                           |
| 1949       | John Blacklock Clive Wilderspin                                        |                                                     |                                           |                                           |
| 1948       | Don Candy Ken McGregor                                                 |                                                     |                                           |                                           |
| 1947       | Rex Hartwig Allan Kendall                                              |                                                     |                                           |                                           |
| 1946       | Frank Herringe George Worthington                                      |                                                     |                                           |                                           |
| 1941- 1945 | nie rozegrano (II wojna światowa)                                      |                                                     |                                           |                                           |
| 1940       | William Edwards Dinny Pails                                            |                                                     |                                           |                                           |
| 1939       | Roy Felan H.N. Impey                                                   |                                                     |                                           |                                           |
| 1938       | Dinny Pails Bill Sidwell                                               |                                                     |                                           |                                           |
| 1937       | John Bromwich Dinny Pails                                              |                                                     |                                           |                                           |
| 1936       | John Gilchrist Henry Lindo                                             |                                                     |                                           |                                           |
| 1935       | John Bromwich Arthur Huxley                                            |                                                     |                                           |                                           |
| 1934       | Neil Ennis Colin McKenzie                                              |                                                     |                                           |                                           |
| 1933       | Jack Purcell Bert Tonkin                                               |                                                     |                                           |                                           |
| 1932       | Adrian Quist Leonard Schwartz                                          |                                                     |                                           |                                           |
| 1931       | Jack Purcell Bert Tonkin                                               |                                                     |                                           |                                           |
| 1930       | Adrian Quist Don Turnbull                                              |                                                     |                                           |                                           |
| 1929       | C.W. Cropper W.B. Walker                                               |                                                     |                                           |                                           |
| 1928       | Jack Crawford C. Whiteman                                              |                                                     |                                           |                                           |
| 1927       | Jack Crawford Harry Hopman                                             |                                                     |                                           |                                           |
| 1926       | Jack Crawford Harry Hopman                                             |                                                     |                                           |                                           |
| 1925       | Jack Crawford Harry Hopman                                             |                                                     |                                           |                                           |
| 1924       | A. Berckelman Ray Dunlop                                               |                                                     |                                           |                                           |
| 1923       | Edgar Moon L. Roche                                                    |                                                     |                                           |                                           |
| 1922       | C. Grogan L. Roche                                                     | początek w 1981                                     | początek w 1982                           | początek w 1982                           |